# Emilia Krakowska
Emilia Krakowska (ur. 20 lutego 1940 w Poznaniu) – polska aktorka filmowa, estradowa i teatralna.

## Życiorys
Córka Zygmunta Tucholskiego, ekonomisty i Anastazji Majewskiej z d. Krakowskiej, z zawodu księgowej. Ukończyła Liceum Ogólnokształcące w Drezdenku. Absolwentka PWST w Warszawie (1963). Grała w następujących teatrach: Powszechnym w Warszawie (1964–1968), Narodowym (1968–1978), Współczesnym w Warszawie (1978–1985) i Rozmaitości w Warszawie (1985–1991) oraz Teatrze Powszechnym im. Jana Kochanowskiego w Radomiu (2008), Wrocławskim Teatrze Komedia, Teatrze Dramatycznym im. Aleksandra Węgierki w Białymstoku i Teatrze Nowym w Słupsku. Później związała się ze stołecznym Och-Teatrem.
Jest aktorką filmową, która ugruntowała swoją pozycję udziałem w wielu serialach telewizyjnych. W latach 80. XX w. była członkinią Narodowej Rady Kultury. Należała do grupy aktorów, którzy nie bojkotowali sceny polskiej po wprowadzeniu stanu wojennego w 1981.

## Nagrody i odznaczenia

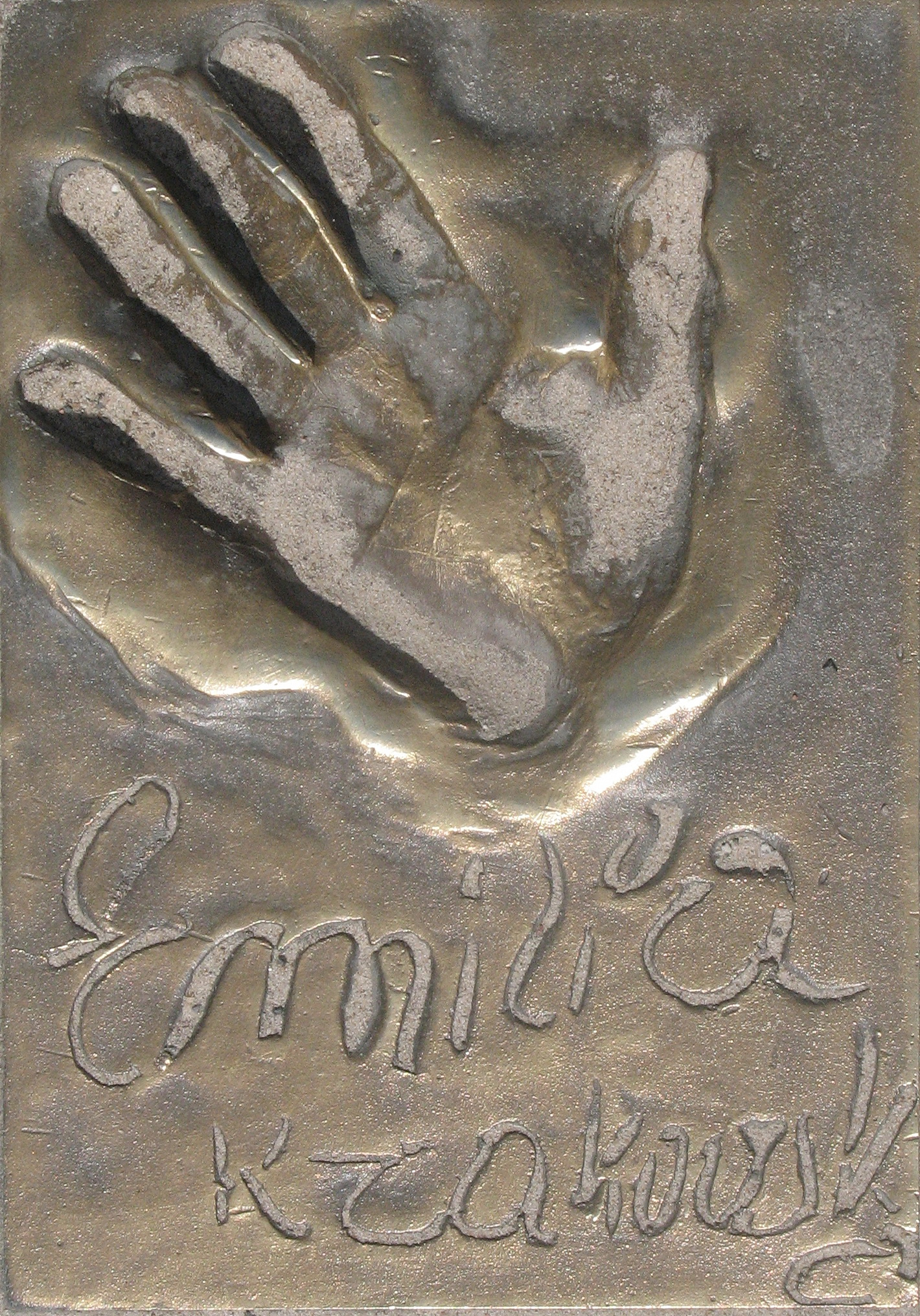
Odcisk dłoni E. Krakowskiej w Alei Gwiazd w Międzyzdrojach

W 1984 została odznaczona Złotym Krzyżem Zasługi, a w 1987 odznaką „Zasłużony Działacz Kultury”. W 2005 podczas X Festiwalu Gwiazd w Międzyzdrojach odcisnęła swoją dłoń na Promenadzie Gwiazd. W 2008 otrzymała Złoty Medal „Zasłużony Kulturze Gloria Artis”.  
W 2013 została uhonorowana Nagrodą im. Ireny Solskiej, przyznaną przez polską sekcję Międzynarodowego Stowarzyszenia Krytyki Teatralnej za całokształt osiągnięć artystycznych.

## Życie prywatne
W dzieciństwie mieszkała w kamienicy przy ul. Kościelnej 4 na poznańskich Jeżycach. Trzykrotnie zamężna, matka dwóch córek z drugiego i trzeciego małżeństwa.

## Wybrana filmografia
- 2024: Sługa narodu – matka Cezarego (odc. 37)
- od 2022: Na wspólnej – Eleonora
- 2022: Gry rodzinne – babcia Pawła (odc. 5, 6, 8)
- 2021: Receptura[11] – Kazia, babcia Zosi
- 2021: Usta usta – pani Jadzia
- 2021: Gorzko, gorzko! – babcia Oli
- 2017: Ojciec Mateusz – babcia Janusza (odc. 223)
- 2017: W rytmie serca – Krystyna Bogucka, emerytowana woźna (odc. 3)
- 2013: Na krawędzi – Janina Orpik, matka Marty
- 2013: Lekarze – Władysława „Sophie” Żera (odc. 25)
- 2012–2015: Barwy szczęścia – Antonina
- 2012–2014: Galeria – Aniela
- 2009: Ojciec Mateusz – Alicja Lendo (odc. 16 „Wycieczka”)
- 2007–2008: Hela w opałach – Krystyna Trojańska, była teściowa Heli
- 2005: Magiczne drzewo – babcia Schulz
- 2004 – 2009: Pierwsza miłość – Natalia Strońska-Radosz
- 2003: Ciało – Babcia Wanda
- 1999 – 2007, 2009: Na dobre i na złe – Gabriela Kalita
- 1993: Czterdziestolatek. 20 lat później – inżynier Halina Małecka-Klecka
- 1985: Chrześniak – Zosia
- 1981: Pogotowie przyjedzie – doktor Lasoniowa
- 1980: Tylko Kaśka – sąsiadka Okońska
- 1977: Nie zaznasz spokoju – Krystyna
- 1976: Brunet wieczorową porą – nauczycielka oprowadzająca dzieci po muzeum
- 1974: Ziemia obiecana – Gitla
- 1973: Droga – Stefa (odc. 2 „Numer próbny”)
- 1973: Chłopi – Jagna Pacześ (Borynowa)
- 1973: Jak to się robi – Alina Kubacka, kierowniczka Domu Pracy Twórczej „Muza”
- 1972: Chłopi – Jagna
- 1972: Wesele – Marysia, siostra panny młodej
- 1972: Kopernik – żona złodzieja Kacpra (odc. 3)
- 1971: Seksolatki – Wanda, partnerka Marka Kowalika
- 1970: Brzezina – Malina – wiejska dziewczyna
- 1964: Pingwin – dziewczyna w budce telefoniczne
- 1964: Nieznany – pielęgniarka

## Polski dubbing
- 2009: Hannah Montana: Film – Babcia Ruby
- 2007: Simpsonowie: Wersja kinowa – Inuitka